# Siniechowo
Siniechowo (niem. Schinchow) – wieś w Polsce położona w województwie zachodniopomorskim, w powiecie kamieńskim, w gminie Wolin.
W latach 1975–1998 miejscowość administracyjnie należała do województwa szczecińskiego.